# Şehzade Ömer Hilmi
Şehzade Ömer Hilmi Efendi (turco ottomano: شہزادہ عمر حلمى; Istanbul, 2 marzo 1886 – Alessandria d'Egitto, 6 aprile 1935) è stato un principe ottomano, figlio del sultano Mehmed V e della consorte Mihrengiz Kadın. La sua pronipote, Ayşe Gülnev Osmanoğlu, è attualmente un'autrice di romanzi storici sulle vicende della dinastia ottomana.

## Origini
Şehzade Ömer Hilmi nacque il 2 marzo 1886 a Istanbul, nel Palazzo Dolmabahçe. Suo padre era il futuro sultano ottomano Mehmed V, allora Valiahd Şehzade (principe ereditario) e sua madre la consorte Mihrengiz Hanım.

## Istruzione e carriera
Fra il 1911 e il 1912 frequentò il Collegio militare ottomano con il suo fratellastro maggiore Şehzade Mehmed Ziyaeddin, e nel 1916, durante la prima guerra mondiale servì come colonnello onorario di fanteria nell'esercito ottomano.
Dopo la salita al trono di suo padre nel 1909, ricoprì diversi incarichi di rappresentanza insieme ai suoi fratellastri. Si recò a Bursa il 2 settembre 1909, ricevette Şehzade Yusuf Izzeddin di ritorno dall'Europa il 13 giugno 1910 e si recò in Rumelia fra il 5 e il 16 giugno 1911.
Il 15 ottobre 1917 incontrò il Kaiser Guglielmo II in visita a Istanbul e il 9 maggio 1918 incontrò l'imperatore Carlo I d'Austria, anche lui in visita.
Era noto per essere un nazionalista apertamente contrario alla politica di suo padre.

## Esilio e morte
La dinastia ottomana venne esiliata nel 1924.
Ömer Hilmi, con la madre, le consorti e i figli, si stabilì prima a Beirut in Libano, poi a Nizza in Francia e infine ad Alessandria d'Egitto, dove morì il 6 aprile 1935. Venne sepolto nel mausoleo Tewfik Pasha a Il Cairo.

## Famiglia
Şehzade Ömer Hilmi aveva cinque consorti, una figlia e un figlio.

### Consorti
- Faika Hanım. Figlia di Mehmed Bey e Ayşe Hanım, apparteneva alla potente famiglia Hunç. Era la minore e la più bella di tre sorelle, Naciye Hanim e Hayriye Melek Hanim (considerata la prima autrice turco circassa), descritta come di media statura, snella e bionda, con occhi azzurri. Si sposarono il 10 novembre 1907, ma divorziarono tre volte nel giro di pochi mesi. Alla fine venne scacciata da palazzo ed esiliata a Bursa con le sorelle fino al 1909.
- Nesimter Hanim. Si sposarono nel 1909 circa e divorziarono nel gennaio 1915.
- Hatice Firdevs Gülnev Hanım. Nata il 21 febbraio 1890, era figlia di un ufficiale turco e di sua moglie, Ayşe Hanım. Si sposarono il 3 ottobre 1910. Morì il 31 dicembre 1919, a ventinove anni. Da lei ebbe entrambi i figli.
- Başter Hanım. Si sposarono il 16 giugno 1914.
- Mediha Hanım. Si sposarono il 12 luglio 1921.

### Figli
- Emine Mukbile Sultan (17 settembre 1911 - 21 maggio 1995) - con Gülnev Hanım. Sposò un lontano cugino, Şehzade Ali Vasib, ed ebbe un figlio.
- Şehzade Mahmud Namik (23 dicembre 1913 - 13 novembre 1963) - con Gülnev Hanım. Sposato una volta, ebbe un figlio.

## Personalità
Şehzade Ömer Hilmi possedeva appartamento a Palazzo Dolmabahçe e a Palazzo Yıldız in qualità di figlio del sultano, e una villa privata a Bağlarbaşı, costruita dal chedivè d'Egitto Isma'il Pasha, e una a Nişantaşı.
Venne descritto come un uomo attraente ed energico, anche se piuttosto silenzioso.

## Onorificenze
Şehzade Ömer Hilmi venne insignito delle seguenti onorificenze:
- Ordine della Casa di Osman
- Ordine di Osmanieh, 1ª classe, ingioiellato
- Ordine di Medjidie, ingioiellato
- Medaglia Hicaz Demiryolu, oro
- Medaglia di guerra Liakat, oro
- Medaglia di guerra Imtiyaz, argento